# Церковнослов'янська кирилична абетка

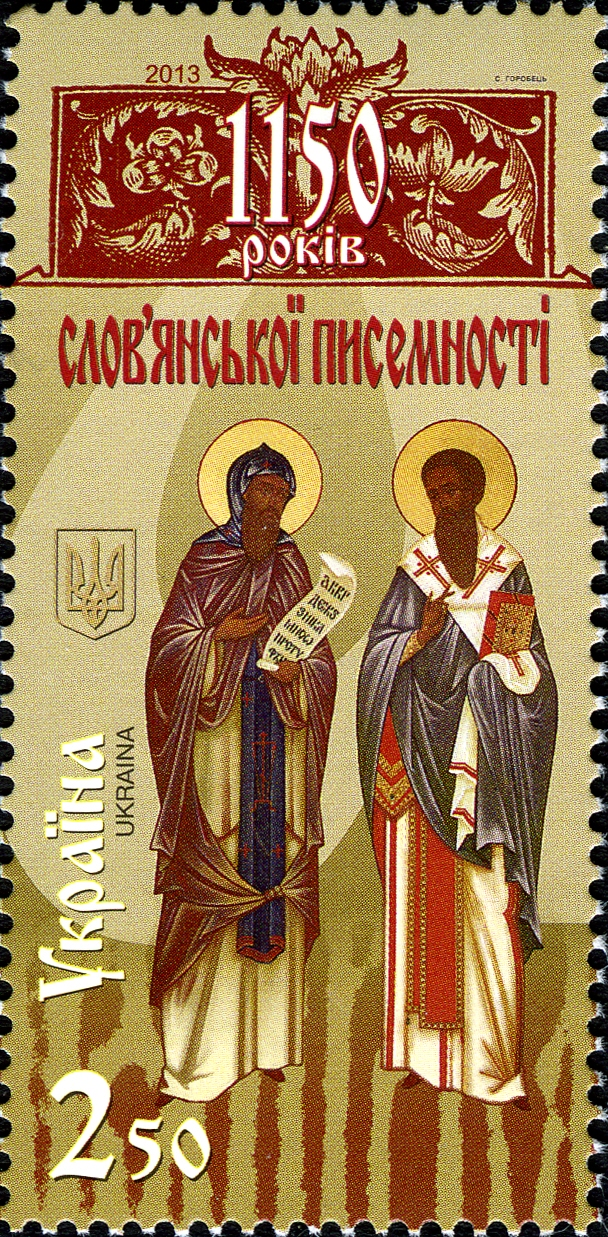
1150 років слов'янської писемності, поштова марка України, 2013

Церковнослов'янська кирилична абетка (рання кирилиця),  відома у Західному світі як Старослов'янська, або Староболгарська та  — перша кирилична абетка з 45 літер, створена приблизно в IX столітті в Першому Болгарському царстві для письма та книгодрукування старо-церковнослов'янською мовою (також відома як староболгарська чи старослов'янська) - основною мовою, якою користувалися у письмі та книгодрукуванні в Україні, Московії, Болгарії та інших слов'янських країнах Східної Європи у IX-XVII ст.[джерело?]
Церковнослов'янська кирилична абетка є першою кириличною абеткою.[джерело?] Вона була створена на базі широко використовуваної грецької абетки (на основі якої було створено свого часу латинську), з додаванням кількох нових літер. 
З моменту свого створення церковнослов'янська кирилична абетка видозмінювалася впродовж IX-XVII століть, згодом видозмінилася у кириличні абетки різних слов'янських мов: болгарську кириличну абетку, сербську кириличну абетку (хоча серби також створили й альтернативну латинську сербську абетку), українську кириличну абетку тощо.

### Таблиця
| №  | Букви | Юнікод    | Назва   | Трансліт | Імовірне походження               |
| -- | ----- | --------- | ------- | -------- | --------------------------------- |
| 1  |       | А а       | аꙁъ     | a        | Грецька альфа Α                   |
| 2  |       | Б б       | бѹкꙑ    | b        | Грецька бета, накреслення         |
| 3  |       | В в       | вѣдѣ    | w        | Грецька бета Β                    |
| 4  |       | Г г       | глаголь | g        | Грецька гамма Γ                   |
| 5  |       | Д д       | добро   | d        | Грецька дельта Δ                  |
| 6  |       | Є є       | ѥсть    | e        | Грецька епсилон Ε                 |
| 7  |       | Ж ж       | живѣтє  | ž        | Глаголична живете Ⰶ               |
| 8  |       | Ѕ ѕ       | sѣлѡ    | dz       | Грецька стигма Ϛ                  |
| 9  |       | Ꙁ ꙁ       | ꙁємлꙗ   | z        | Грецька дзета Ζ                   |
| 10 |       | И и       | ижє     | i        | Грецька ета Η                     |
| 11 |       | І і / Ї ї | ижєи    | i        | Грецька йота Ι                    |
| 12 |       | Ꙉ Ꙉ1      | Ꙉерьвь  | gj       | Глаголична джерв Ⰼ                |
| 13 |       | К к       | какѡ    | k        | Грецька каппа Κ                   |
| 14 |       | Л л       | людиѥ   | l        | Грецька лямбда Λ                  |
| 15 |       | М м       | мꙑслєтє | m        | Грецька мю Μ                      |
| 16 |       | Н н       | нашь    | n        | Грецька ню Ν                      |
| 17 |       | О о       | онъ     | o        | Грецька омікрон Ο                 |
| 18 |       | П п       | покои   | p        | Грецька пі Π                      |
| 19 |       | Р р       | рьци    | r        | Грецька ро Ρ                      |
| 20 |       | С с       | слово   | s        | Грецька місяцеподібна сигма Ϲ     |
| 21 |       | Т т       | тврьдо  | t        | Грецька тау Τ                     |
| 22 |       | Ѹ ѹ/Ꙋ     | ѹкъ     | u        | Грецькі омікрон та іпсилон ΟΥ / Ꙋ |
| 23 |       | Ф ф       | фрьтъ   | f        | Грецька фі Φ                      |

| №  | Букви | Юнікод | Назва                 | Трансліт | Імовірне походження      |
| -- | ----- | ------ | --------------------- | -------- | ------------------------ |
| 24 |       | Х х    | хѣръ                  | x        | Грецька хі Χ             |
| 25 |       | Ѡ ѡ    | ѡмєга                 | o        | Грецька омега ω          |
| 26 |       | Ѿ ѿ    | ѿ                     | ot       | Лігатура Ѡ + Т           |
| 27 |       | Ц ц    | ци                    | c        | Глаголична ці Ⱌ          |
| 28 |       | Ч ч    | чрьвь                 | č        | Глаголична черв Ⱍ        |
| 29 |       | Ҁ ҁ    | ҁоппа                 | q        | Грецька коппа Ϙ          |
| 30 |       | Ш ш    | ша                    | š        | Глаголична ша Ⱎ          |
| 31 |       | Щ щ    | ща(шта)               | št       | Глаголична шта Ⱋ         |
| 32 |       | Ъ ъ    | ѥръ                   | ŭ        | Глаголичний єр Ⱏ         |
| 33 |       | Ꙑ ꙑ    | ѥрꙑ                   | ū        | Лігатура Ъ + І           |
| 34 |       | Ь ь    | ѥрь                   | ĭ        | Глаголичний єрь Ⱐ        |
| 35 |       | Ѣ ѣ    | ꙗть                   | æ        | Глаголичний ять Ⱑ        |
| 36 |       | Ю ю    | їотированъ ѹкъ        | ju       | Лігатура І-ОУ, без У     |
| 37 |       | Ꙗ ꙗ    | їотированъ аꙁъ        | ja       | Лігатура І-А             |
| 38 |       | Ѥ ѥ    | їотированъ ѥсть       | je       | Лігатура І-Є             |
| 39 |       | Ѧ ѧ    | ѭсъ малъ              | ę        | Глаголичний малий юс Ⱔ   |
| 40 |       | Ѫ ѫ    | ѭсъ вєликъ            | ǫ        | Глаголичний великий юс Ⱘ |
| 41 |       | Ѩ ѩ    | їотированъ ѭсъ малъ   | ję       | Лігатура І-Ѧ             |
| 42 |       | Ѭ ѭ    | їотированъ ѭсъ вєликъ | jǫ       | Лігатура І-Ѫ             |
| 43 |       | Ѯ ѯ    | ѯї                    | ks       | Грецька ксі Ξ            |
| 44 |       | Ѱ ѱ    | ѱї                    | ps       | Грецька псі Ψ            |
| 45 |       | Ѳ ѳ    | ѳита                  | θ        | Грецька тета Θ           |
| 46 |       | Ѵ ѵ    | ѵжица                 | ü        | Грецька іпсилон Υ        |